# ヒンターラント
『ヒンターラント』（原題：Hinterland）は、2021年のオーストリア・ルクセンブルクのサスペンス映画。監督はシュテファン・ルツォヴィツキー、出演はムラタン・ムスルとリヴ・リサ・フリースなど。第一次世界大戦の敗戦でオーストリア＝ハンガリー帝国が崩壊したウィーンを舞台に、全編ブルーバックによる撮影で描いた連続猟奇殺人ミステリーである。「ヒンターランド/Hinterland」は“後方”の意。人質を取った男に対峙せず、後方から銃撃した警官に対して発せられた言葉。
2021年8月に開催された第74回ロカルノ国際映画祭で初上映された。

## ストーリー
ウィーンの優秀な警部だったペルクは第二次世界大戦に従軍し、捕虜としてソ連に抑留されて帰国が遅れた。ドナウ川を航行する貨物船で戻ったオーストリアは、もはや帝国ではなく、共和国に変貌していた。自宅アパートに戻り、妻のアンナと幼い娘が財産を失って田舎の親戚を頼っている事を知るペルク。
ペルクと共に帰還したクライナー中尉が拷問の上で惨殺された。遺体がペルクの住所の書き付けを持っていた為に、警察署に連行され、かつての同僚で警視に昇格しているレンナーと再会するペルク。レンナーはペルクの妻に横恋慕していた男で、生活に困った妻にレンナーが援助を餌に接近したのではと苦悩するペルク。
クライナーと同様に惨殺される第2の殺人事件が起きた。女性監察医のテレーザ・ケルナーの依頼で殺人現場に赴くペルク。だが、若手刑事のセヴェリンは、第1の殺人の関係者であるペルクを容疑者扱いし続けた。
田舎の家に妻子を訪ねるペルク。だが、声をかけられずにウィーンに戻ったペルクは、アパートの管理人からレンナーが妻の元に通っていた事を知らされた。人前でペルクに殴られながらも、ペルクを庇うレンナー。ペルクの妻アンナは夫だけを愛しており、身は任せても決して心は許さなかったと語ったレンナーは、ペルクを警察に復職させようと尽力し続けた。
謎の殺人鬼に襲われるペルク。警官が来た為に命拾いしたペルクは、更に第3の殺人が起きた事を知り、その手口と被害者の名前から、事件が捕虜収容所に関係している事に気づいた。
捕虜収容所では脱走者が捕まると残酷な拷問によって殺され、更に連帯責任で多くの無実の捕虜が射殺された。そのために脱走を企てる者の説得に当たる委員が捕虜の中から選ばれた。連続殺人の被害者は皆、その委員だったのだ。殺人鬼は、脱走計画を委員によって暴露され、拷問された捕虜の生き残りだと察するペルク。
第4の殺人が起こり、更にペルクの家に、幼い少女の靴と呼び出し状が投げ込まれた。実はペルクも収容所の委員だったのだ。娘が拉致されたと思い、指示された教会の鐘楼に駆け付けて捕われるペルク。しかし、そこに警官隊が到着し、殺人鬼は射殺された。生き延びて、田舎の妻子の元へ向かったペルクは、今度こそ再会を果たした。

## キャスト
※括弧内は日本語吹替。
- ペーター・ペルク: ムラタン・ムスル（ドイツ語版）（平林剛） - 元刑事の帰還兵。
- テレーザ・ケルナー博士: リヴ・リサ・フリース - 法医学博士。
- パウル・セヴェリン: マックス・フォン・デル・グローベン（ドイツ語版） - 若手刑事。
- ヴィクトア・レンナー: マルク・リンパッハ（ドイツ語版） - ペーターの友人の刑事。
- スボティッチ: マルガレーテ・ティーゼル（ドイツ語版） - ペーターのアパートの管理人。
- コヴァッチ: アーロン・フリエス（ドイツ語版） - ペーターの元戦友。
- バウアー: スタイプ・エルツェッグ - ペーターの元戦友。
- ヨゼフ・セヴェリン: マティアス・シュヴァイクホファー - ペーターの元戦友。パウルの兄。

## スタッフ
- 監督：シュテファン・ルツォヴィツキー
- 製作：オリヴァー・ノイマン（ドイツ語版）、ザビーネ・モーザー（ドイツ語版）、バディ・ミンク（ドイツ語版）、アレクサンダー・ドゥムライヒャー＝イバンチヤヌ（ドイツ語版）
- 原案：ハンノ・ピンター
- 脚本：ロバート・ブッフシュベンター（ドイツ語版）、ハンノ・ピンター、シュテファン・ルツォヴィツキー
- 撮影：ベネディクト・ノイエンフェルス（ドイツ語版）
- プロダクションデザイン：アンドレアス・ソボトカ、マルティン・ライター
- 衣装デザイン：ウリ・サイモン
- 編集：オリヴァー・ノイマン
- 音楽：キャン・バヤニ

## 作品の評価
Rotten Tomatoesによれば、18件の評論のうち高評価は83%にあたる15件で、平均点は10点満点中7.5点となっている。
Metacriticによれば、5件の評論のうち、高評価は3件、賛否混在は2件、低評価はなく、平均点は100点満点中60点となっている。